# 高谷龍洲
高谷 龍洲（たかたに りゅうしゅう、文政元年5月25日（1818年6月28日） - 明治28年（1895年））は、幕末の豊前中津藩の漢学者・儒学者。福澤諭吉の母の再従兄弟にあたる。維新後は東京府芝愛宕町で私塾「済美黌（せいびこう）」をおこし、門下から中江兆民や二葉亭四迷、福地源一郎などを輩出した。
名は衷、字は疑夫、通称は薫平。龍洲は号。

## 生涯
豊前中津藩の下級藩士として生まれる。帆足万里の直系にあたる門下生であり、荘子に傾倒した。
維新後、京都の大学教官となったがのち辞任して、明治6年（1873年）に旧藩主の奥平昌邁などについて東上して、中津藩江戸藩邸の慶應義塾付近の芝愛宕町で私塾を開設した。済美黌は三島中洲の二松学舎、岡松甕谷の紹成書院と並んで明治3大漢学塾の一つとされている。また、黄遵憲、内村鱸香や勝海舟とも幅広く交遊するなど非常に名の通った漢学者であった。

## 著書
- 『戊辰の日記抄』
- 『万国公法蠡管』